# Cóc mày trung gian
Cóc mày trung gian hay ếch mắt sừng (danh pháp hai phần: Brachytarsophrys intermedia) là một loài lưỡng cư thuộc họ Megophryidae. Nó được tìm thấy ở Việt Nam (các tỉnh Tây Nguyên), có thể cả Campuchia, và có thể cả Lào (tỉnh XeKong), với cao độ là trên 900 m. Các môi trường sống tự nhiên của chúng là các khu rừng ẩm ướt đất thấp nhiệt đới hoặc cận nhiệt đới, các khu rừng vùng núi ẩm nhiệt đới hoặc cận nhiệt đới, và sông. Loài này đang bị đe dọa do mất môi trường sống.